# 鹿伏兎定長
鹿伏兎 定長（かぶと さだなが、生没年不詳 ）は戦国時代 の武将。関盛信の家臣。鈴鹿郡加太城主 。

## 略歴
天文7年（1538年）、三男の定保を伴って奄芸郡東部を平定した。永禄10年（1567年）の信長による北伊勢侵攻では関盛信、関盛重らと共に信長に抵抗した。